# شمال-هولندا
شمال-هولندا (بالهولندية: Noord-Holland ) هي مقاطعة تقع على بحر الشمال في الجزء الشمالي الغربي من هولندا. عاصمة المقاطعة هي هارلم، وأكبر مدنها هي أمستردام.

## التاريخ
تأسست مقاطعة شمال هولندا عام 1840، عندما قسمت مقاطعة هولندا إلى مقاطعتين: جزء جنوبي هو مقاطعة جنوب هولندا وآخر شمال هو مقاطعة شمال هولندا.

### 1840 - اليوم
بعد تجفيف بلدة هارلمرمير وتحويلها إلى أرض صالحة للزراعة عام 1855 أصبحت جزءاً من شمال هولندا، وفي المقابل حصل جنوب هولندا على معظم أرض ليمويدن في عام 1864. في عام 1942 عادت جزيرتا فليلاند وترسشيلنغ إلى مقاطعة فرايزلاند بعد أن انتزعتا من شمال هولندا. في عام 1950 تخلت شمال هولندا عن جزيرة جديدة هي جزيرة أورك، ومنحتها لمقاطعة أوفرآيسل.
في شهر فبراير عام 2011 قدمت شمال هولندا جنباً إلى جنب مع مقاطعتي أوترخت وفليفولاند طلباً بالنظر في إمكانية دمجهم هم الثلاثة معاً في مقاطعة واحدة تحت اسم مقاطعة راندستاد. وقد أبدى مجلس الوزراء الهولندي ترحيباً بالطلب بعد أن طرحَ في اجتماعه، كما نُظرَ في أمر ضم مقاطعة جنوب هولندا هي الأخرى إلى مقاطعة راندستاد المستقبلية كونها جزءاً من الامتداد العمراني لتلك المنطقة. وعموماً لاقى اقتراح دمج هذه المقاطعات في مقاطعة واحدة قبولاً وتأييداً كبيراً، وسواء أضمَّت جنوب هولندا أم لا فهي ستصبح في حال المصادقة عليها أكبر مقاطعات هولندا من حيث المساحة والسكان.

## الجغرافيا

### البلديات
تتكون مقاطعة شمال هولندا من 48 بلدية:
| - ألسمير - ألكمار - أمستلفين - أمستردام - بيمستر - بيرخن - بيفيرفايك - بلاريكوم - بلوميندال - كاستركوم - دن هيلدر - ديمين - دريخترلاند - إدام- فولندام - إنكهاوزن - خويسه ميرين | - هارلم - هارلمرليده آن سبارنفاودا - هارلمرمير - هيمسكيرك - هيمستيده - هيرهوخوفارد - هي لو - هيلفرسوم - هولاندز كرون - هورن - هاوزن - كوخينلاند - لاندسمير - لانجادايك - لارين - ميديمبليك | - أوستزان - أوبمير - آودر- أمستل - بورميراند - سخاخن - ستيده بروك - تيسل - آوتخيست - آوتهورن - فيلسن - فاترلاند - فيسب | - فايديميرين - فورمرلاند - زانستاد - زانتفورت |

1 يناير 2015 تم دمج بلديتي خرافت- دي رايب وسخيرمر في بلدية ألكمار.
1 يناير 2016 أنشئت بلدية خويسه ميرين من دمج بلديات بوسوم، ماودن، وناردن. كما أصبحت زيفانج جزءاً من بلدية إدام- فولندام.

## الطبيعة

### شخصيات بارزة
- باروخ سبينوزا (فيلسوف)
- كاريل آبل (رسام)

## وصلات خارجية
- مقاطعة شمال هولندا، الموقع الحكومي الرسمي بالإنجليزية.